# Ormocarpum yemenense
Ormocarpum yemenense är en ärtväxtart som beskrevs av Jan Bevington Gillett. Ormocarpum yemenense ingår i släktet Ormocarpum och familjen ärtväxter. Inga underarter finns listade i Catalogue of Life.